# Quân đoàn viễn chinh Bắc Kỳ
Quân đoàn viễn chinh Bắc Kỳ (tiếng Pháp: corps expéditionnaire du Tonkin) là một bộ chỉ huy quân sự quan trọng của Pháp ở miền Bắc Việt Nam (Bắc Kỳ) từ tháng 6 năm 1883 đến tháng 4 năm 1886. Quân đoàn viễn chinh Bắc Kỳ đã thực hiện Chiến dịch Bắc Kỳ (1883-1886) đánh quân Cờ đen, giao chiến với các đơn vị quân Thanh ở Vân Nam và Quảng Tây trong cuộc chiến tranh Pháp-Thanh (từ tháng 8 năm 1884 đến tháng 4 năm 1885) và trong thời kỳ chiến tranh không tuyên bố trước đó (tháng 8 năm 1883 đến tháng 6 năm 1884), cũng như thực hiện các chiến dịch quan trọng khác chống lại các lực lượng du kích kháng chiến trong thời kỳ bình định Bắc Kỳ sau này (từ tháng 5 năm 1885 đến tháng 2 năm 1886).

## Các chỉ huy trưởng
- Từ tháng 6/1883 đến tháng 8/1883: Alexandre-Eugène Bouët.
- 9/1883-11/1883: Anicet-Edmond-Justin Bichot.
- 11/1883-12/1883: Anatole-Amédée-Prosper Courbet.
- 12/1883-9/1884: Charles-Théodore Millot.
- 9/1884-6/1885: Louis-Alexandre-Esprit-Gaston Brière de l'Isle.
- 6/1885-1/1886: Philippe-Marie-Henri Roussel de Courcy.
- 1/1886-4/1886: Charles-Auguste-Louis Warnet.

## Tổ chức và lực lượng

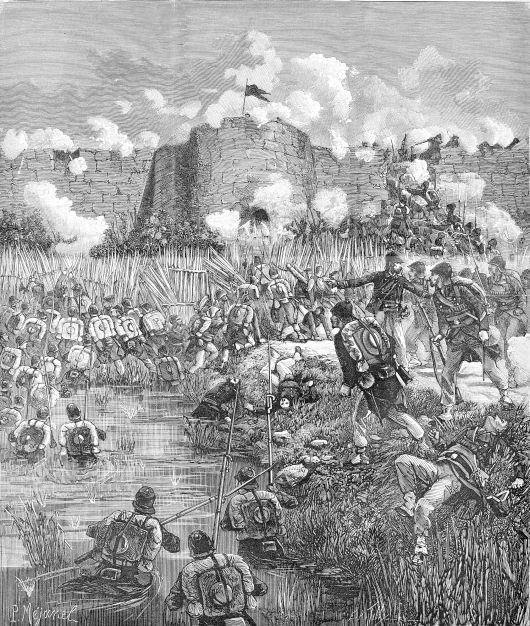
Quân Pháp đánh thành Sơn Tây

Quân số của Quân đoàn viễn chinh Bắc Kỳ lúc đông nhất lên đến 35 nghìn người. Trong trận Sơn Tây, quân đoàn đã huy động 9 nghìn binh sĩ ra trận. Hay như trận Bắc Ninh, có 12 nghìn binh sĩ ra trận.
Thời kỳ đầu, Quân đoàn bao gồm 2 trung đoàn-số 1 và số 2. Mỗi trung đoàn này lại gồm 2 tiểu đoàn (bộ binh hoặc hải quân đánh bộ), 1 đại đội hải quân và 1 đội pháo binh. Mỗi tiểu đoàn lại gồm 2 hoặc 3 đại đội. Tháng 3 năm 1885, Quân đoàn được tăng cường thêm 2 tiểu đoàn bộ binh và 1 tiểu đoàn Algeria, 2 trung đội kỵ binh. Tháng 6 năm 1885, Quân đoàn viễn chinh Bắc Kỳ được bổ sung thêm 3 nghìn quân trong số 8 nghìn quân mà Nhà nước Pháp mới gửi sang Việt Nam.

## Các trận chiến
Quân đoàn viễn chinh Bắc Kỳ đã tham gia các trận chiến sau tại Bắc Kỳ.
- Trận Phú Hoài ngày 15 tháng 8 năm 1883.
- Trận Palan ngày 11 tháng 9 năm 1883.
- Trận Sơn Tây tháng 12 năm 1883.
- Trận Bắc Ninh tháng 3 năm 1884.
- Trận Lạng Sơn tháng 2 năm 1885.
- Trận Tuyên Quang tháng 3 năm 1885.